# Port de Renory
 (décembre 2012).
Le port de Renory est un port fluvial situé sur la rive droite de la Meuse dans la section d'Angleur de la ville belge de Liège. Cette zone portuaire fait partie des 32 zones portuaires du port autonome de Liège.

## Histoire

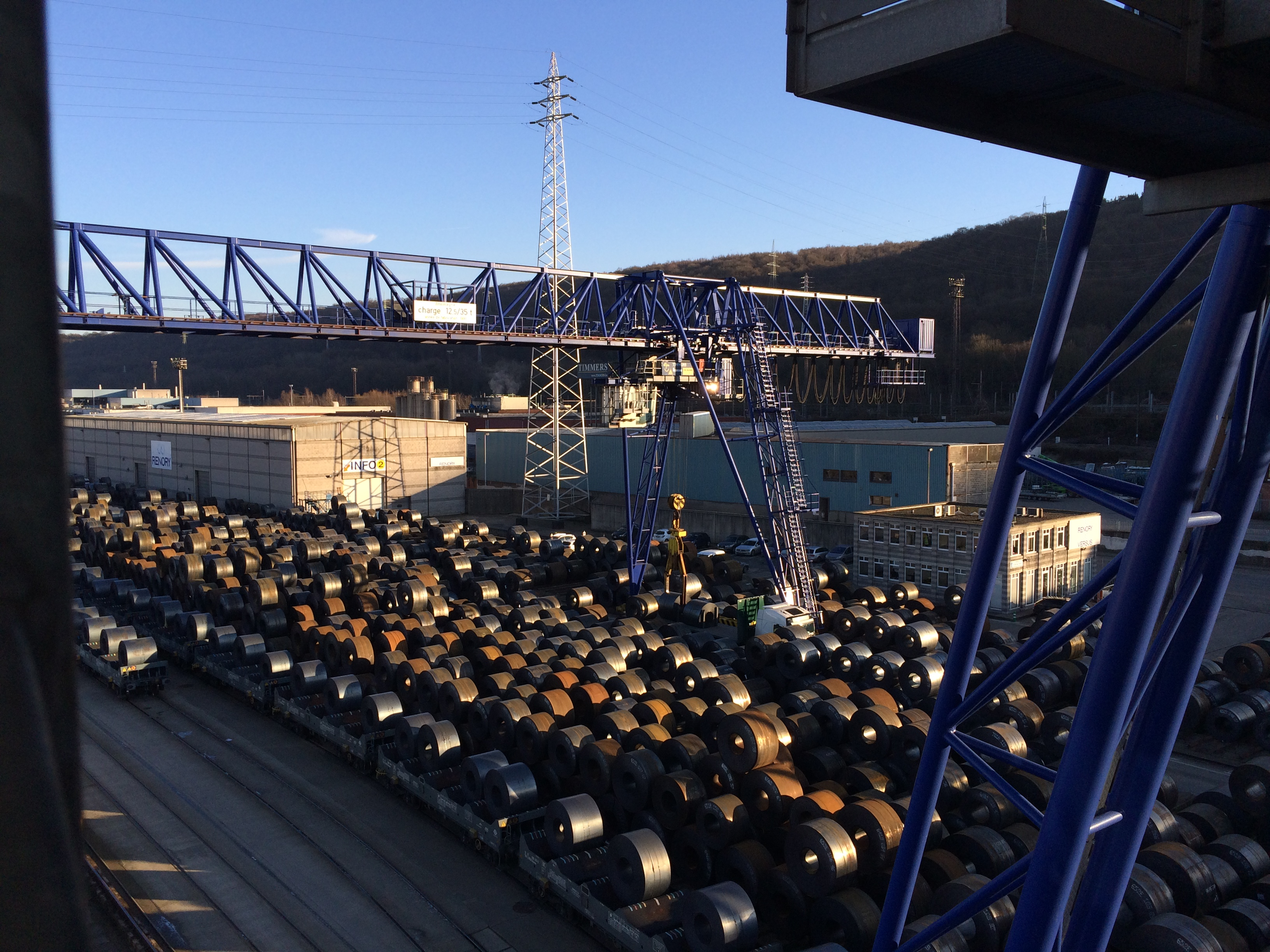
Vue du terminal coils de Renory au port de Renory et d'un hall de stockage.

De 1863 à 1865, on met un peu d’ordre dans le foisonnement de quais de la ville de Liège : plusieurs sont supprimés, d’autres sont conservés et celui de Rénory est créé en amont de la ville.
Le Port autonome de Liège (PAL) est créé en 1937 par l’état et la ville. Depuis, il réunit 32 zones portuaires, dont celui-ci.
Tout comme le port de Monsin, en aval de Liège, Renory est un terminal de conteneurs, ce qui implique non seulement une infrastructure importante en matière de chargement, déchargement, manutention, stockage, empotage/dépotage, mais aussi toute la logistique nécessaire pour assurer cette spécialité.
Ce terminal est trimodal puisque relié à l’eau, au chemin de fer, qui le traverse de part en part et à la route, avec l’autoroute toute proche.

## De nos jours
Mais le port de Renory n’a pas que cette vocation. Il est aussi le nœud de liaison essentiel entre les différents sites sidérurgiques actuellement rassemblés sous l’appellation Arcelor Mittal.
C’est à proximité du port, que se trouvent les deux seuls hauts fourneaux encore actifs ou sous « cocon » (en veille) : ceux d’Ougrée et de Seraing. Chacun peut produire 1,7 million de tonnes de fonte par an.
Cette fonte est transportée sur 23 km vers le site de Chertal dans des wagons-torpille. Là, l’acier est transformé en « coil », de grands rubans dont l’épaisseur varie entre 1,5 et 12 mm et dont le poids va de 12 à 25 tonnes.
Une partie de ces « coils » repart en l’amont, vers les sites sidérurgiques « à froid » : Tilleur, Jemeppe, Flémalle, Ramet et Marchin où ils subissent différentes phases de finition comme la galvanisation ou le pré-peint.
C’est sur le site d’Ougrée que sont implantées les cokeries. Elles produisent 800 000 tonnes de coke par an.
Cet éclatement des sites est dû à la très riche histoire de la sidérurgie liégeoise qui a permis à de nombreuses usines de se développer de part et d’autre de la ville, toujours en bordure du fleuve. En effet, l’eau n’est pas seulement utile pour le transport. Elle intervient aussi pour le refroidissement dans la fabrication de l’acier. Depuis 1970, toutes ces usines ont été rassemblées sous un même nom, la S.A. Cockerill, ce qui a entraîné une rationalisation des activités.
Si les coils peuvent être chargés sur camions, trains ou péniches, c’est le transport par voie d’eau qui est le plus intéressant. En effet, là où un seul convoi fluvial peut transporter 4 000 tonnes, il faudra quatre trains complets pour effectuer le même transport ou 220 camions de 20 tonnes.
De plus, la consommation moyenne d’une péniche est de 5 litres à la tonne, ce qui lui permet d’effectuer 500 km là où un camion n’en parcourt que 100. La pollution engendrée par le transport fluvial ne représente que 1 % des émissions d’oxyde d’azote.

## Le futur
Situé à la croisée des étapes de la production sidérurgique liégeoise, le port de Renory ne pourra cependant pas s’étendre en surface. Son extension est en effet limitée par la Meuse, l’habitat, le chemin de fer et les installations sidérurgiques. Il pourra par contre compter sur une réorganisation de l'usage des terrains industriels.  Les entreprises comme Liege Container Terminal continue à développer le transport des conteneurs maritimes sur le bassin liégeois en accueillant des barges (avec 3 niveaux si nécessaire) chaque jour, et comme la firme Renory dans le développement du stockage et de la manutention des produits sidérurgiques ou autre[pertinence contestée].

## Galerie

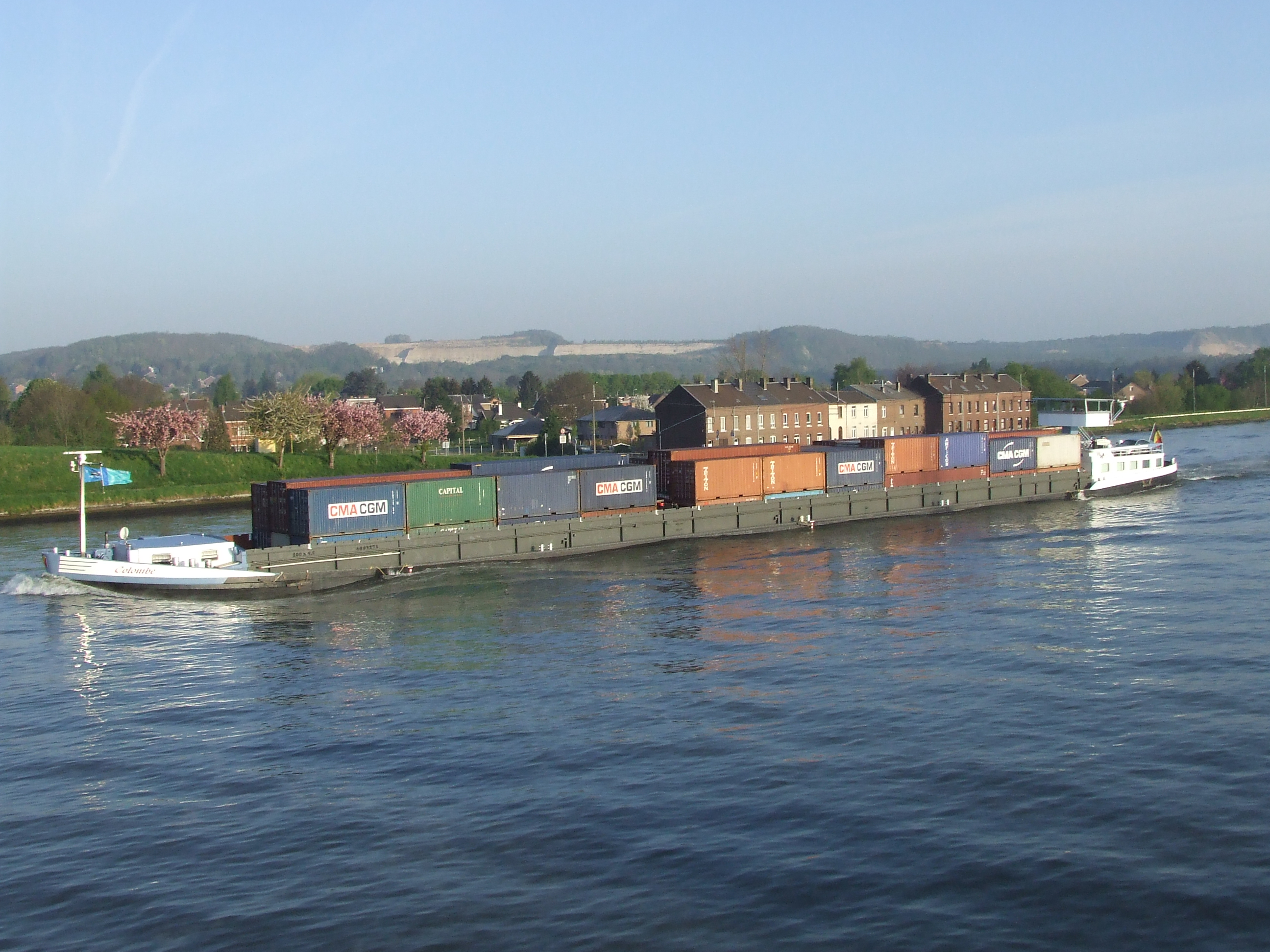
Barge à trois niveaux en direction du port de Renory.
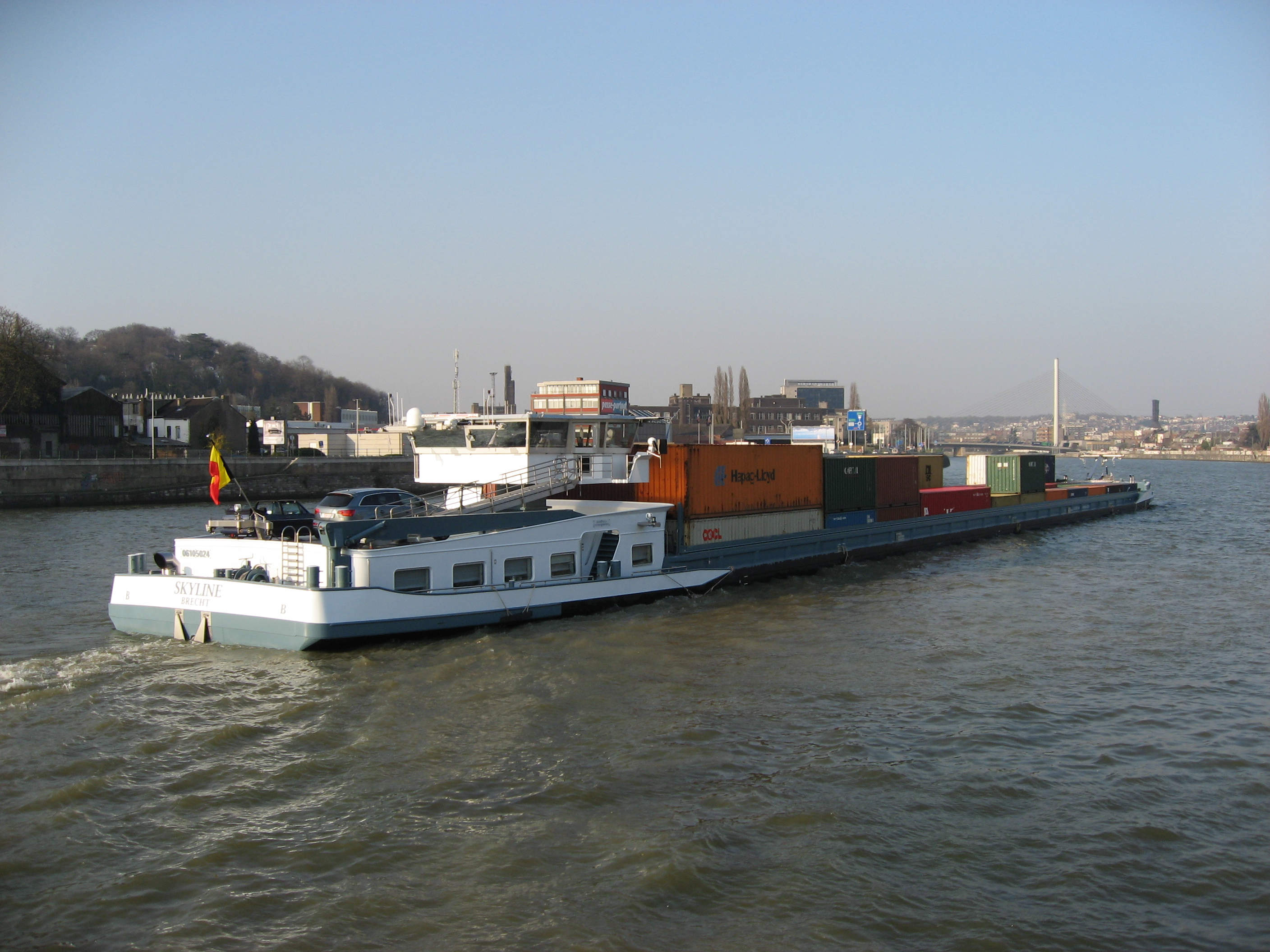
Barge à trois niveaux quittant le terminal du port de Renory.